# Tamaragonia
Tamaragonia is een uitgestorven geslacht van tweekleppigen uit de  familie van de Iotrigoniidae. 

## Soorten
- † Tamaragonia abichi (Anthula, 1899)
- † Tamaragonia hauchecornei (M. Schmidt, 1905)